# USP4
La ubiquitín carboxi-terminal hidrolasa 4 (USP4) es una enzima codificada en humanos por el gen USP4.

## Interacciones
La proteína USP4 ha demostrado ser capaz de interaccionar con:
- Proteína del retinoblastoma[4]